# Los días enmascarados
Los días enmascarados es el primer libro publicado por el escritor mexicano Carlos Fuentes, en 1954. El libro consta de seis relatos de corte fantástico: Chac Mool, En defensa de la Trigolibia, Tlactocatzine, del jardín de Flandes, Letanía de la orquídea, Por boca de los dioses y El que inventó la pólvora.
Chac Mool es uno de los cuentos más conocidos de Fuentes, en el que se narra la historia de Filiberto y su desafortunado encuentro con un antiguo dios maya.
En defensa de la Trigolibia es una sátira mordaz de la guerra fría.
Tlactocatzine, del jardín de Flandes trata sobre un hombre que, por órdenes de su jefe, se muda a una vieja casona donde se encontrará con el fantasma de una anciana.
En Letanía de la orquídea Muriel, su protagonista, se despierta una mañana con una hinchazón en la rabadilla, de la cual brota una orquídea tropical.
Por boca de los dioses es un relato surrealista en el que un hombre persigue por la Ciudad de México una boca que se ha escapado de un cuadro y que lo llevará a un encuentro indeseado con las viejas divinidades aztecas.
Finalmente, El que inventó la pólvora es un cuento de ciencia ficción en el que Fuentes hace una crítica al consumismo.
- Datos: Q5980826